# Prickig ormhuvudsfisk
Prickig Ormnhuvudsfisk (Channa punctata) är en fiskart som först beskrevs av Marcus Élieser Bloch, 1793.  Prickig Ormnhuvudsfisk i släktet asiatiska ormhuvudsfiskar (Channa) och familjen ormhuvudsfiskar (Channidae). IUCN kategoriserar arten globalt som livskraftig. Inga underarter finns listade i Catalogue of Life.